# Tomomi Seo
Pour les articles homonymes, voir Seo.
Tomomi Seo (瀬尾 智美, Seo Tomomi), est une joueuse internationale de football japonaise.

## Biographie
Le 21 janvier 1986, elle fait ses débuts dans l'équipe nationale japonaise contre l'Inde.

## Statistiques
Le tableau ci-dessous présente les statistiques de Tomomi Seo en équipe nationale
| Équipe du Japon | Équipe du Japon | Équipe du Japon |
| Année           | Matchs          | Buts            |
| --------------- | --------------- | --------------- |
| 1986            | 1               | 0               |
| Total           | 1               | 0               |